# Малинки (Данковский район)
Мали́нки — село в Данковском районе Липецкой области, входит в состав Малинковского сельсовета.

## История
Архангельское, Малинки тож, в качестве села с церковью Михаила Архангела упоминается в окладных книгах 1676 года. Под 1634 годом кроме земли при Архангельской церкви показано и сена на 3 копны, а в приходе 67 дворов. Вместо Архангельской церкви деревянная Троицкая церковь с приделом Архангельским, как показано в ведомости за 1834 год, построена в 1819 году. При ней находится каменный дом, в котором помещается школа.
В конце 19 столетия жители решили, «не дожидаясь полного обветшания здания существующей церкви, приступить к постройке вновь каменного в их селе храма… на общественной площади, вблизи старой церкви». Проект составлен по образцу утвержденного проекта для постройки церкви в селе Льгово Рязанского уезда. Осуществлять технический контроль за строительством согласился автор проекта епатриархальный архитектор Чистосердов, а с мая 1895 г. — архитектор Иван Степанович Цеховский. Лишь в 1901 г. был освящен придельный престол в трапезной части. Строительство церкви ещё продолжалось по 1904 г., о чём может свидетельствовать пожертвование крестьянином села Малинки Михаилом Михаиловичем Будаевым двух вызолоченных крестов стоимостью 300 руб для постановки их на главах храма. В 1906 г. получено разрешение на строительство вокруг храма каменной ограды. Главный престол во имя Святой Троицы освящен 21 сентября 1909 г. благочинным Данковского округа священником Василием Зиминым. К 1914 г. кроме главного, в трапезной освящен и второй придельный алтарь, посвящены были Архистратигу Михаилу и св. Николаю Чудотворцу. При храме действовала церковно-приходская школа, открытая в 1884 г.
Храм действовал до 1937 г. После ареста священника Лысикова Кузьмы Карповича и старосты Лычагиной Пелагеи Васильевны, храм был закрыт и в нём организован склад..
В XIX — начале XX века село входило в состав Кудрявской волости Данковского уезда Рязанской губернии. В 1906 году в селе было 158 дворов.
С 1928 года село являлось центром Малинковского сельсовета Берёзовского района Козловского округа Центрально-Чернозёмной области, с 1954 года — в составе Липецкой области, с 1959 года — в составе Данковского района, с 2007 года — в составе Малинковского сельсовета.

## Население
| 1859 | 1897  | 1906  | 2010 |
| ---- | ----- | ----- | ---- |
| 975  | ↗1005 | ↗1104 | ↘204 |

## Достопримечательности
В селе расположена действующая Церковь Троицы Живоначальной (1909).